# Phrudus angustus
Phrudus angustus är en stekelart som beskrevs av Chiu 1987. Phrudus angustus ingår i släktet Phrudus och familjen brokparasitsteklar. Inga underarter finns listade i Catalogue of Life.